# Compagnie générale de voies ferrées d'intérêt local
Pour les articles homonymes, voir CGL et VFIL.

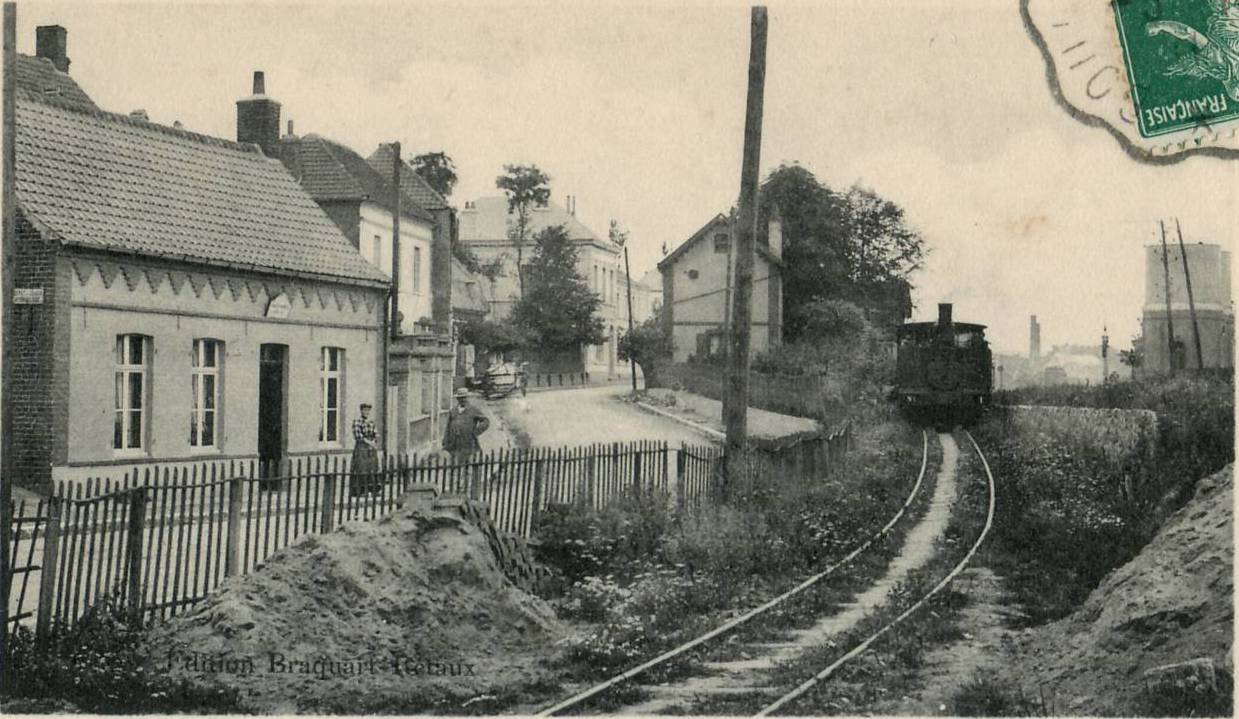
La ligne d'Anvin à Calais, à Lumbres

La Compagnie générale de voies ferrées d'intérêt local (CGVFIL) est le nom  pris, lors de l'assemblée générale des actionnaires du 22 juin 1919, par l'ancienne compagnie du Chemin de fer d'Anvin Calais (AC), qui exploitait cette ligne de chemin de fer secondaire, dans le cadre de la réglementation des voies ferrées d'intérêt local.
Cette compagnie est souvent nommée par les initiales CGL, CGVFIL ou VFIL.

## Histoire
La compagnie devient Compagnie Générale d'Entreprises Ferroviaires et Routières en 1954

## Lignes
À compter du 1er juillet 1919, elle exploita les lignes à voie métrique des compagnies :

### Nord
- Hazebrouck à Bergues et Hondschoote, chemin de fer secondaire
- Maubeuge à Villers-Sire-Nicole, chemin de fer secondaire
- d'Aulnoye à Pont-sur-Sambre
- de Bettrechies à Hon et à Bavai
- d'Hazebrouck à Merville
- de Pont-de-la-Deule - Pont-à-Marcq[2]

### Pas-de-Calais
- Aire-sur-la-Lys à Berck-Plage
- Anvin à Calais, chemin de fer secondaire
- Ardres à Pont-d'Ardres, tramway

### Oise
Réseau des chemins de fer départementaux de l'Oise
- Estrées-Saint-Denis - Froissy - Crèvecœur-le-Grand
- d'Hermes à Beaumont
- de Méru à Labosse
- de Milly à Formerie et de Noyon à Guiscard et Lassigny

Son siège était alors dans les locaux de la Compagnie des chemins de fer du Nord, à Paris.
En 1930, la Compagnie Générale des Voies Ferrées d'Intérêt Local prend le contrôle de quatre compagnies de chemin de fer d'intérêt local à voie normale du Pas-de-Calais : 
- La Compagnie du chemin de fer d’Achiet à Bapaume
- La Compagnie du chemin de fer de Velu-Bertincourt à Saint-Quentin
- La Compagnie de Boisleux à Marquion
- La Compagnie de Marquion à Cambrai[3]

Ultérieurement, elle exploita la ligne de la compagnie du chemin de fer d'Enghien à Montmorency, le Refoulons.

## Le matériel roulant à voie normale de la CGL
La CGL comprend rapidement après la Première Guerre mondiale qu'il est impossible de continuer à exploiter les chemins de fer comme avant 1914. Par conséquent, elle choisit de moderniser la traction des trains en achetant des autorails et des locotracteurs. Il s'agit de limiter les coûts. Parmi le matériel roulant à voie normale, on trouve : 
- Sept autorails de construction "maison" sur des châssis d'anciennes voitures. Ils sont motorisés par un moteur diesel de 120-130 chevaux. Munis d'une seule cabine de conduite, il est indispensable de les tourner à chaque terminus.
- Un autorail Renault de type ZO a été acheté par la CGL en 1949 à la Compagnie du Nord-Est. Il n'a jamais circulé semble-t-il
- Trois locotracteurs diesel sont construits après 1945 sur des châssis de locomotives à vapeur de type 030 Cail (datant de 1879)[3].

Au niveau des locomotives à vapeur, la CGL peut compter, en plus des machines acquises avant 1914, sur des locomotives plus récentes et plus puissantes : 
- Une 030T La Meuse acquise en 1921
- Les ex-4.1342 et 4.1370 acquises auprès de la Compagnie des chemins de fer du Nord
- Sept 030T construites par Schneider entre 1884 et 1886 achetées à la Compagnie du Paris-Orléans en 1923.
- Deux 131T Corpet-Louvet achetées neuves en 1933
- Plusieurs 230T construites initialement pour les Chemins de fer de Ceinture en 1902 aux Ateliers de La Chapelle et achetées à la Compagnie des chemins de fer du Nord

Enfin, après la Libération, la CGL récupère trois 030T du War Department.
Au niveau du matériel remorqué, la CGL utilise sur les quatre lignes à voie normale qu'elle exploite à partir de 1930 le matériel d'origine des réseaux et des voitures de chemin de fer acquises en 1924 auprès de la Compagnie des chemins de fer du Nord. Ces voitures sont peu employées jusqu'en 1940, date à laquelle la pénurie d'essence oblige la CGL à remettre en service des locomotives à vapeur. Après la Seconde Guerre mondiale, la CGL continue d'utiliser des voitures comme remorque d'autorail les jours d'affluence.

## L'atelier de Lumbres

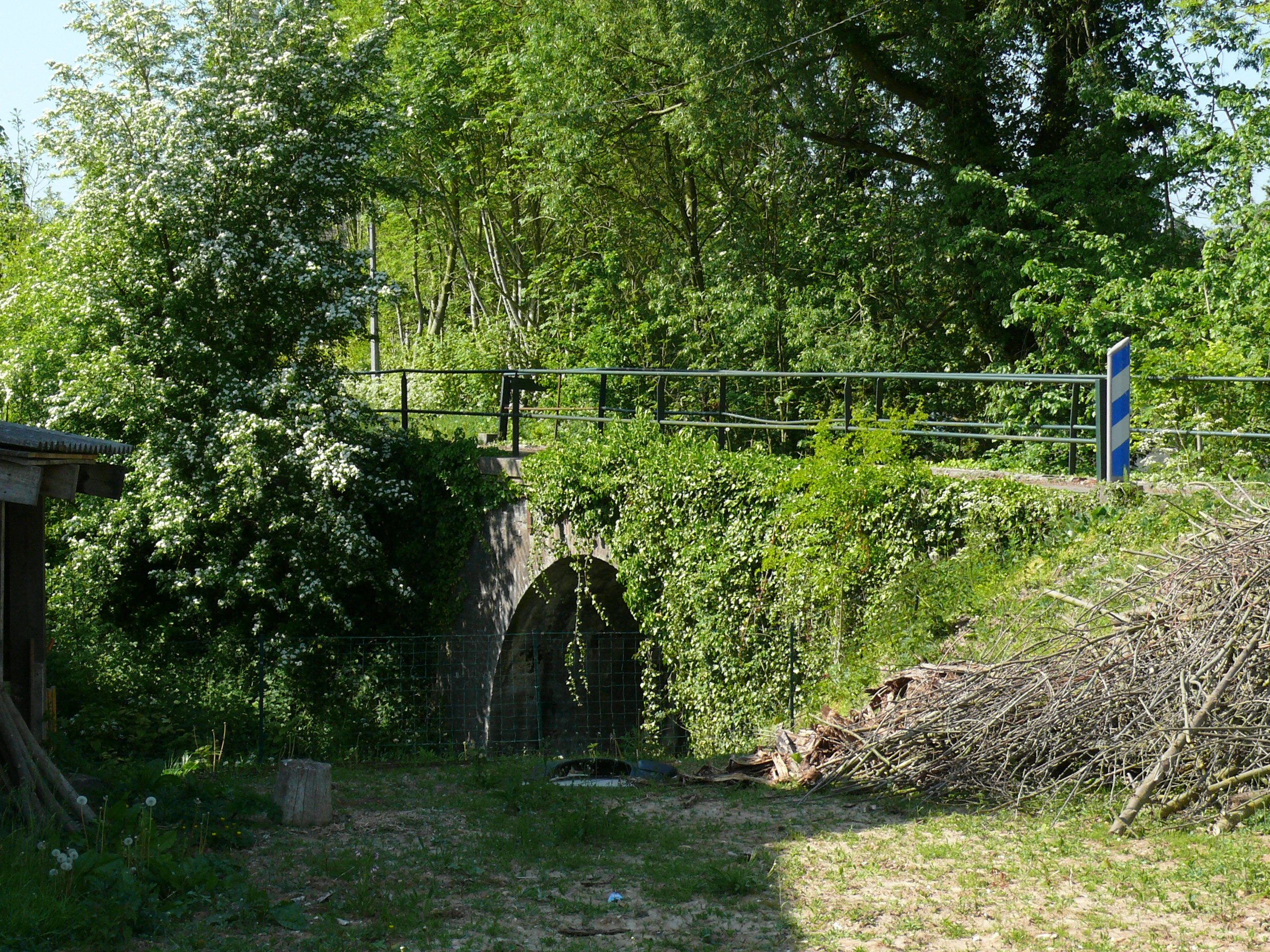
Il ne reste plus grand-chose de la compagnie à Lumbres, si ce n'est ce pont de la ligne en direction de Calais, aujourd'hui transformée en piste cyclable...

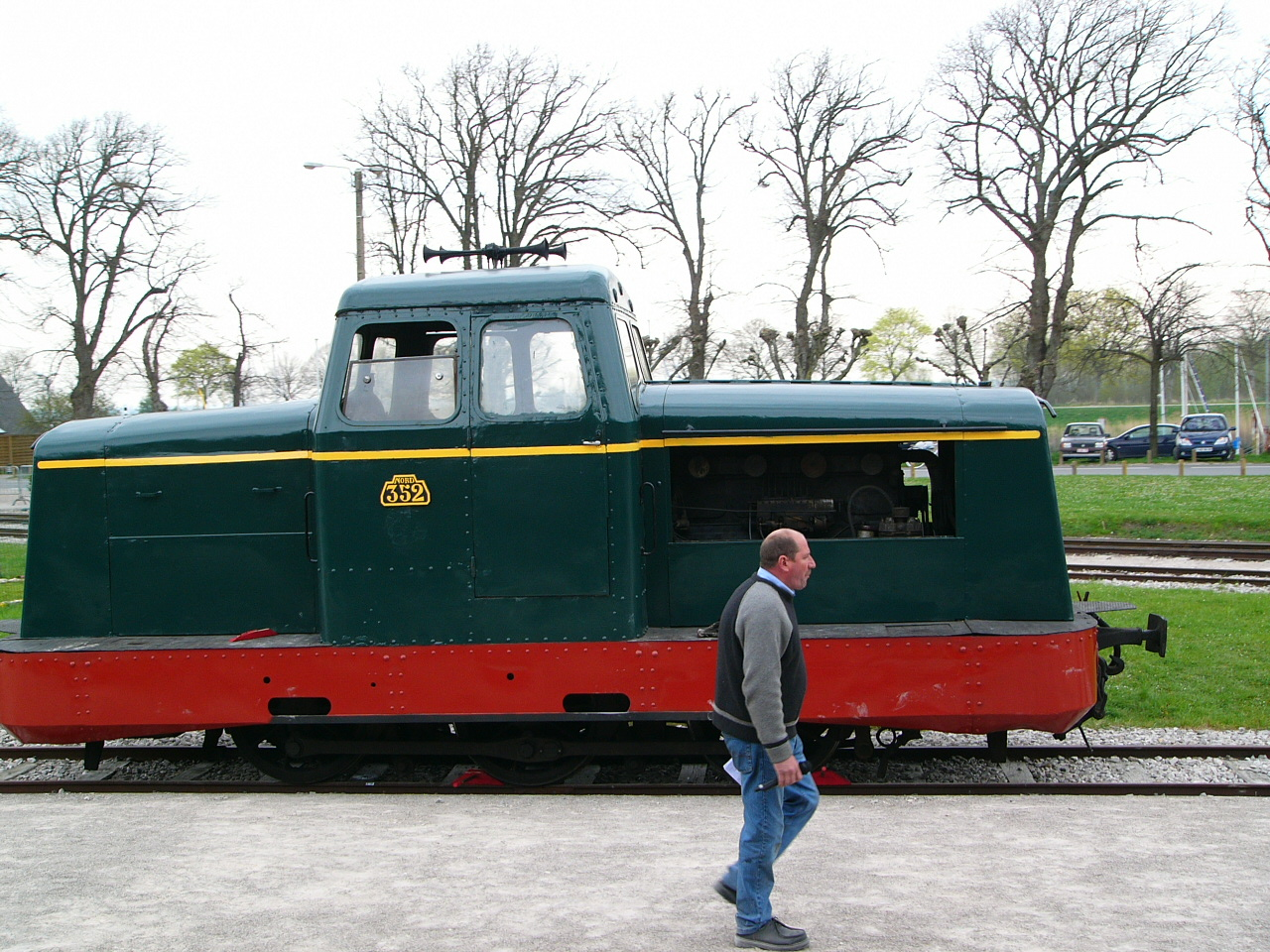
La compagnie construisit des autorails et des locotracteurs, tels celui-ci, préservé par le Chemin de fer de la baie de Somme

La compagnie aménagera son atelier principal à Lumbres, au croisement de sa ligne historique à voie métrique d'Anvin à Calais et de la ligne à voie normale Boulogne - Saint-Omer, sur laquelle circule aujourd'hui le chemin de fer touristique de la vallée de l'Aa.
Cet atelier a construit de nombreux matériels pour les lignes exploitées par la compagnie, tel que les autorails 411 et 412, pour le chemin de fer de Hermes à Beaumont ou les locotracteurs 351 et 352, qui se trouvent aujourd'hui sur le chemin de fer de la baie de Somme, ainsi que les locotracteurs LT 10 à 12 des VFL, construits sur des châssis de 030 VFL, et deux locotracteurs de 300 Ch à deux moteurs Willeme, les LT 20 et 21, construits sur des châssis de 030 d'origine PO. le LT 11 est conservé à Sabres (Landes).

### Monographies
- Claude Wagner, Les petits trains et les tramways du Val-d'Oise - Du XIXe siècle aux années 2000, Saint-Ouen-l'Aumône, Ed. du Valhermeil, 1994, 250 p. (ISBN 2-905684-57-7), p. 127 : source utilisée pour la rédaction de cet article.
- Henri Domengie et José Banaudo, Les petits trains de jadis, vol. 4 : Nord de la France, Breil-sur-Roya, éditions du Cabri, 1995, 251 p. (ISBN 2-908816-29-6), p. 8-11

### Articles
- Aurélien Prévot, « La traction diesel sur le chemin de fer d’Achiet à Bapaume », Ferrovissime, no 31, octobre 2010, Auray, LR Presse, pages 38-45.
- Aurélien Prévot, « Les voitures utilisées par la CGL du Pas-de-Calais », Ferrovissime, no 32, novembre 2010, Auray, LR Presse, pages 12-15.
- Aurélien Prévot, « En traction vapeur, voie normale rime avec intérêt local dans le Pas-de-Calais », Ferrovissime, no 47, mars 2012, Auray, LR Presse, pages 37-39.